# Hyun Jung-hwa
Dans ce nom coréen , le nom de famille, Hyun, précède le nom personnel Jung-hwa.
Hyun Jung-Hwa (née le 6 octobre 1969 à Busan en Corée du Sud) est une pongiste sud-coréenne.
Elle a remporté la médaille d'or en double aux Jeux olympiques de 1988 et de bronze en simple et en double en 1992 à Barcelone. Elle a été championne du monde en simple en 1993. C'est la seule non chinoise à s'être imposée pour le titre mondial depuis 1979.
Elle est par la suite devenue entraineur de l'équipe nationale sud-coréenne.